# Via Toscanella
Via Toscanella è una strada dell'Oltrarno nel centro storico di Firenze, che va con andamento leggermente curvilineo da borgo San Jacopo allo sdrucciolo de' Pitti. Lungo il tracciato si innestano via dello Sprone (con il canto ai Quattro Pagoni) e via dei Vellutini all'altezza di piazza della Passera, e ancora via dei Velluti (con il canto ai Quattro Leoni) e via Sguazza. 

## Storia
La denominazione della strada nasce in riferimento al pozzo Toscanelli che era qui in età medievale (derivato da una cisterna d'acqua di origine romana), e dal palazzo della famiglia conseguentemente detta Dal Pozzo Toscanelli, posto lungo quest'asse. 
Si tratta di una via appartata, nascosta tra i due assi di scorrimento principali del quartiere di via dei Guicciardini e via Maggio, caratterizzata dalla presenza di edilizia popolare antica autenticamente fiorentina, in cui si aprono numerosi laboratori artigiani che contraddistinguono da secoli questa zona. 
Anticamente ciascun suo segmento ebbe varie denominazioni: dal borgo San Jacopo a via dello Sprone si chiamò Chiasso de' Marsili (dalla famiglia omonima), e poi via del Forno (un "Regio forno" ha ancora la sua insegna in via dello Sprone poco oltre l'angolo); da via dello Sprone a via de' Vellutini, si chiamò via del Canto a' quattro Pagoni; da via de' Vellutini a via de' Velluti, si chiamò Canto a' quattro Leoni e poi via Pagni (nome di famiglia); da via de' Velluti allo sdrucciolo de' Pitti si chiamò prima via della Cella de' Fantoni (per una rivendita di vino) e poi via Toscanella, perché passava alle spalle del palazzo Dal Pozzo Toscanelli con la fronte sulla piazza de' Pitti 17-19. 

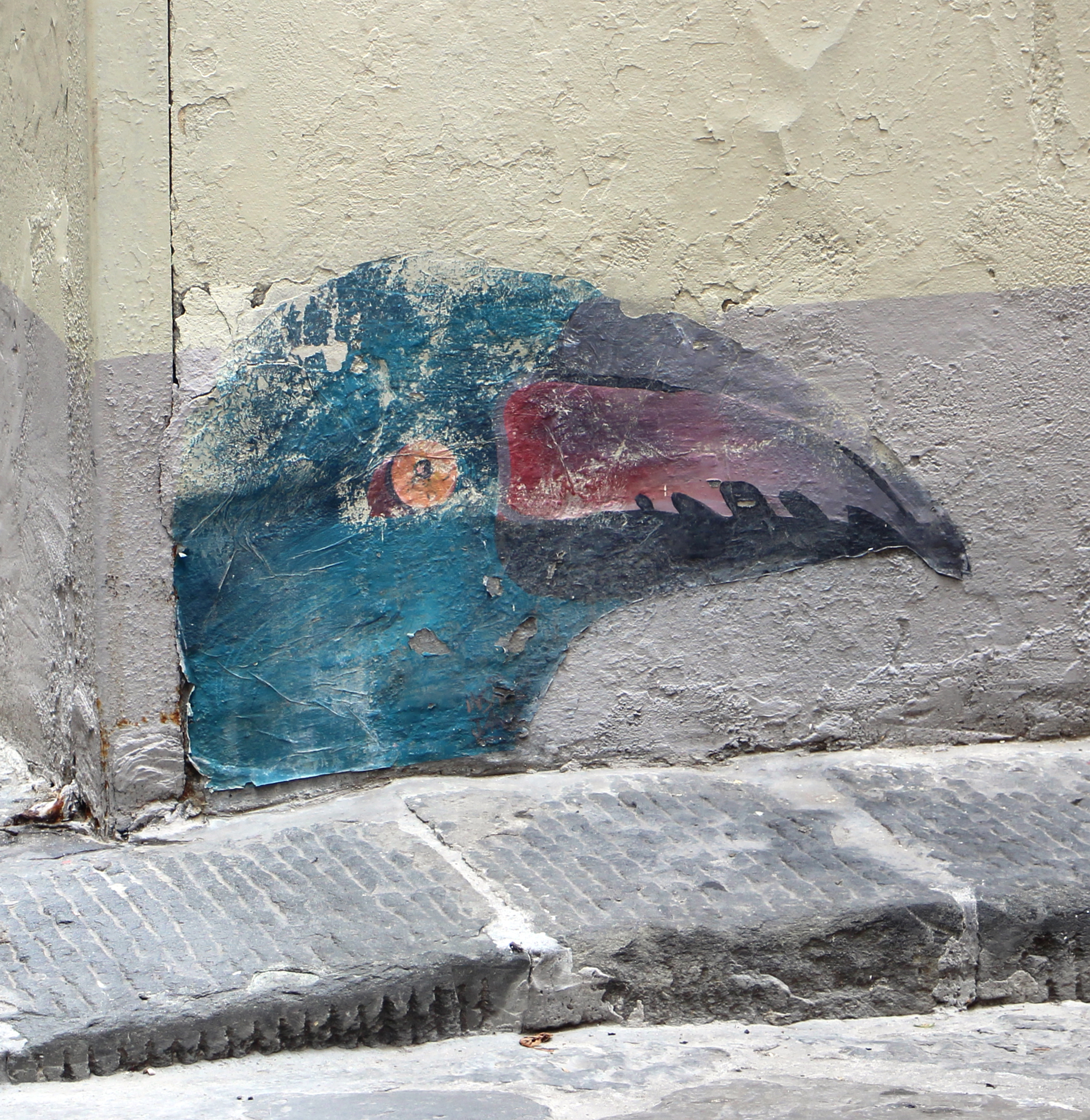
Street art al canto ai Quattro Pagoni

Nella pianta di Firenze delineata da Ferdinando Ruggieri nel 1731, si succedono le denominazioni di via del Forno, via de' Paoni, via Toscanella. I "pagoni" sono forse legati a una famiglia Pavoni che qui un tempo doveva avere le proprie case (esiste infatti vicino la via del Pavone), e che forse qui avevano un'arme parlante. I "quattro leoni" invece erano rilievi che decoravano una serie di sporti in quell'incrocio (forse due coppie di mensole alle estremità, scolpite su due lati), di cui resta oggi solo un mozzicone di leone in angolo con via de' Velluti, dopo la demolizione dell'avancorpo in seguito alle leggi del 1533. I "quattro" leoni devono aver influenzato, per analogia, anche il nome del Canto ai Quattro Pavoni.
Si dice che in questa via abitasse Giovanni Boccaccio durante la sua permanenza a Firenze. "Strada tipicamente popolaresca e fiorentina ha ispirato scrittori e pittori, fra i quali Ottone Rosai, che ne ha dato una interpretazione quanto mai personale". Recentemente, a seguito di alcuni lavori di consolidamento e restauro che hanno interessato l'edificio posto al 34 rosso, è stata rinvenuta una cisterna d'acqua presumibilmente riconducibile all'età romana, che potrebbe identificarsi con il pozzo Toscanelli a cui si è accennato e di cui parla variamente la letteratura, anche e soprattutto per il riferimento fattone da Giovanni Boccaccio a individuare una casa posta nei suoi pressi, dove lo stesso pone il suo luogo di nascita. 
La zona ebbe anche un passato meno romantico: l'area "al Pagone" era infatti uno dei quartieri fiorentini dove era tollerata e quindi diffusa la pratica della prostituzione, assieme al Mercato Vecchio, alla zona della Baldracca dietro gli Uffizi, alle strade interne del quartiere di Santa Croce e all'area nord di via San Zanobi. Non a caso poco lontano si trovava uno degli istituti più attivi nell'assistenza alle prostitute che abbandonavano il mestiere, il monastero di Sant'Elisabetta delle Convertite, che al tempo del Granducato era sovvenzionato da una vera e propria tassa versata dalle meretrici in attività.

## Descrizione
La strada mantiene carattere antico, popolare e di indubbio fascino, anche per quel carattere minore e "segreto" che è accresciuto dalla monumentalità del vicino palazzo Pitti e dagli spazi aperti della sua piazza. La carreggiata è pavimentata a lastrico, in buone condizioni di conservazione. Questa zona è inoltre regolarmente interessata da esempi di street art.
Il primo tratto, da borgo San Jacopo a piazza della Passera, è particolarmente stretto, tanto da essere adibito al solo passaggio pedonale, con l'eccezione delle auto dei residenti che posso entrare ne possono percorrere un tratto da via dello Sprone. Qui sopravvivono alcune rare case mercantili con giardino nella configurazione tardomedievale, di piccola metratura e sopraelevate di un solo piano. Più avanti la strada si allarga, restanto pur sempre nella dimensione che permette il transito di un unico veicolo per volta, e l'edilizia si fa più alta e serrata, come tipico delle zone densamente abitate dal popolo minuto nei secoli passati. L'ultimo tratto, caratterizzato dagli sporti del palazzo Toscanelli, si ricongiunge leggermente in salita allo sdrucciolo dei Pitti., testimoniando come questa zona fosse originariamente alle pendici della collina di Boboli sulla quale vennro costruiti palazzo Pitti e la sua piazza. 

### Edifici
| Immagine | N°                 | Nome                            | Descrizione |
| -------- | ------------------ | ------------------------------- | --- |
|          | 1                  | Casa                            | Si tratta di un edificio dal prospetto ampio ma oltremodo semplice, organizzato su sei assi per quattro piani, decisamente caratterizzato dal prevalere delle ampie superfici intonacate sulle piccole bucature. Che si tratti di una casa di antica fondazione, oltre a tale caratteristica, lo dicono le limitate porzioni di paramento in pietra che permangono isolate nella parte basamentale del prospetto, mantenute a vista successivamente al restauro che ha interessato l'edificio nel 1990 circa. Sulla chiave di volta del portone, di disegno cinque seicentesco, è uno stemma illeggibile e al di sopra un piccolo tabernacolo. Poco distante è un ulteriore stemma posto sulla superficie intonacata, ugualmente non identificabile per la vistosa erosione della pietra. Secondo quanto riportato nel repertorio di Andrea Cecconi (2009) qui nacque, nel maggio del 1899, lo scrittore e saggista Raffaello Franchi. Il ristornante ospitato al piano terra ha un'elaborata insegna in ferro battuto raffigurante un pellicato e una lampada da strada sormontata un'aquila tridimensionale. |
|          | s.n.               | Torre dei Marsili               | L'edificio su borgo San Jacopo è costituito nella sua parte principale e più antica da una torre, in origine della famiglia dei Marsili che, di parte guelfa, partecipò alla battaglia di Montaperti subendo le conseguenze della sconfitta. "La torre, dopo la battaglia di Montaperti, passò alla famiglia ghibellina dei Ramaglianti, ma dopo Benevento, nel 1265, i Guelfi tentarono di distruggerla appiccando il fuoco. La torre, semidistrutta, tornò ai Marsili che ne rimasero in possesso fino al 1380 e la collegarono al palazzetto trecentesco di via Toscanella. Qui il volume è frutto pressoché totale di una ricostruzione effettuata a seguito dei danni provocati dagli eventi bellici alla fabbrica; lungo la strada segue una struttura muraria trecentesca (con soprelevazione e ampie integrazioni) e ancora una porzione presumibilmente seicentesca. Sul retro è un piccolo giardino con un muro di contenimento e cinta prospiciente via Toscanella, sul quale si affaccia il fronte ottocentesco dell'edificio. Porzioni quattrocentesche e settecentesche su via de' Sapiti documentano ulteriormente degli interventi di ampliamento dell'edificio occorsi nel tempo. Si segnala inoltre l'ironico intervento moderno che vede esposta, in una nicchia su via Toscanella, un'opera in terracotta dell'artista Mario Mariotti del 1984 nota come Madonna del Puzzo, raffigurante il busto di una donna che si tappa il naso in allusione al degrado che in quegli anni interessava il tratto di strada, ingombro di cassonetti per i rifiuti.                                                                                 |
|          | 17r- 19r- 21r- 23r | Palazzo Mazzei                  | L'edificio determina la cantonata tra via dello Sprone e via Toscanella a guardare piazza della Passera e, nonostante le modifiche al disegno dei prospetti succedutesi nel corso dei secoli, conserva ancora il carattere di una nobile fabbrica cinquecentesca. In particolare lo si apprezza dal lato di via dello Sprone, con un fronte articolato su tre piani per cinque assi, con il portone incorniciato da bozze di pietra disposte a raggiera a definire un arco a tutto sesto, così come accade per le finestre del primo piano, allineate sul ricorso in pietra. Più compromesso nei suoi caratteri originari il fronte di via Toscanella, sviluppato per complessivi sette assi. L'edificio è stato oggetto di un intervento di restauro nei primi anni duemila. |
|          | 8                  | Casa dei Marmi                  | L'edificio si presenta attualmente con una facciata organizzata su cinque piani per quattro assi, senza elementi architettonici di particolare interesse. Tuttavia si segnala il portone ad arco, posto all'estrema sinistra, incorniciato con bozze di pietra, e all'altezza del primo piano, tra i primi due assi, uno scudo con un'arme parzialmente eroso recante un leone alla fascia attraversante, per ciò che è visibile non riconducibile con sicurezza a una delle molte famiglie di Santo Spirito che presentano tali elementi (Bonarli, Delle Colombe, Lapini, Neri Ridolfi e altre ancora). L'edificio è noto in zona come casa dei Marmi e risulta essere stato oggetto di un intervento di restauro dell'architetto Renzo Manetti (1987). |
|          | 10                 | Casa                            | La casa - certo di antica fondazione vista l'area nella quale insiste - presenta un prospetto organizzato su quattro assi per cinque piani, di disegno oltremodo semplice, frutto di una soprelevazione e di innumerevoli rimaneggiamenti. La si segnala per la presenza sul portale (di disegno cinque seicentesco) di una rotella con l'emblema dell'Arte dei Mercatanti o di Calamala (parzialmente mancante nella parte superiore), con l'aquila che aggrinfia il torsello di lana, accompagnata dal numero romano 3 (numero progressivo dei possessi). |
|          | 11                 | Casa Storioni                   | Si tratta di una casa con una facciata che si sviluppa attualmente su due assi per cinque piani. In asse al portone è uno scudo con un'arme eroso ma che reca chiaramente il disegno di una serpe guizzante. Si può ipotizzare (tenendo conto delle famiglie storiche di Santo Spirito) che lo stemma sia riferibile alla famiglia Storioni (alla biscia guizzante in palo, accompagnata da due stelle a otto punte, poste nei cantoni del capo). |
|          | 22r                | Casa del Canto ai Quattro Leoni | L'edificio si caratterizza per la parte basamentale in pietra (ampiamente integrata) e, sul fronte principale di via Toscanella, di quanto rimane di un antico rilievo in pietra serena con la figura di un leone, che arricchisce la cantonata con via dei Velluti e rende ragione del nome di questo canto detto appunto "dei quattro leoni" o "ai quattro leoni". Secondo Ciabani (1984) "probabilmente esso è l'unico superstite di una doppia coppia di mensole di sostegno e, nonostante l'avanzato stato di deterioramento, è ancora visibile la grande dignità e l'accuratezza con cui il lavoro fu eseguito". Gli attuali proprietari, della famiglia Belfiore, hanno restaurato l'immobile ricavando negli spazi interni vari appartamenti e residenze. Tra questi spazi è una sala con ampi resti di decorazioni parietali tre/quattrocentesche. Così scrive Federico Fantozzi (1843) nel riferire di questo canto: "Era qui presso un pozzo detto dei Toscanelli, ed in vicinanza di esso, la casa ove nacque ed abitò il Boccaccio, sebbene un'antica tradizione lo faccia oriundo di Certaldo. Così inducono a credere le dotte indagini dell'abate Salvini". |
|          | 12-14              | Casa                            | La casa - il fronte su via Toscanella di sei assi per tre piani con un corpo in soprelevazione - per quanto segnata da trasformazioni e ampliamenti, dichiara la sua antichità grazie alle bugne in pietra che segnano i due canti su via dei Velluti e via Sguazza, visibili nella parte inferiore risparmiata dall'intonaco che ora caratterizza le facciate. Su uno dei due portoni di accesso agli appartamenti (civico 14) è un pietrino eroso e illeggibile che tuttavia, per la sagoma dell'insegna e l'andamento dell'iscrizione, è quasi sicuramente da ricondurre a un gruppo documentato e inerente l'Opera di Carità dei cappellani del Duomo. A precisare il dato si riporta quanto annotato da Francesco Bigazzi (1886, pp. 212-213) anche se in riferimento a un altro edificio di pertinenza della stessa Opera: "Nel 1487 fu istituita in Firenze una Congregazione di Sacerdoti, la quale fu chiamata Opera di Carità allo scopo di sovvenire tutti quei Cappellani del Duomo quando essendo infermi si trovassero in tale miseria da non potersi curare secondo che richiedeva la loro malattia. Coll'andar del tempo quest'Opera di Carità accrebbe il suo patrimonio non solo per i sacerdoti, che volontariamente vi si erano ascritti, ma più ancora per i lasciti a suo favore di molte pie persone. Per la qual cosa tutte quelle case, sulle quali si vedono di simili memorie, stanno queste a dimostrare i lasciti di benefattori, che vennero ad aumentare il capitale di quest'aggregazione che si chiamò, come ho detto, Opera di Carità de' Cappellani del Duomo". La casa presenta inoltre una buchetta del vino murata. |
|          | 21                 | Casa                            | Si tratta di un edificio con la facciata organizzata su tre assi disposti originariamente su due piani (il terzo è frutto di una evidente e tarda soprelevazione), di disegno oltremodo semplice e severo, con un terreno di notevole altezza. Lo si segnala per la presenza di un pietrino ovale posto sopra la grata del portone di accesso, recante la raffigurazione di un vaso con coperchio, presumibilmente a identificare una proprietà di una compagnia intitolata a Santa Maria Maddalena, o alla magistratura dei Maestri del Sale, che aveva un emblema simile. |
|          | 34r- 36r- 38r      | Casa                            | L'edificio, segnalato nel repertorio di Bargellini e Guarnieri (1978) come parte posteriore di palazzo Ridolfi di via Maggio 15, si caratterizza per la presenza di uno sporto definito da una ampia superficie intonacata con rade bucature, sostenuto da sette vistose mensole a volute di fattura cinquecentesca che non poco accrescono il fascino di questa via, rimasta sostanzialmente inalterata nel suo carattere antico e popolare. La fabbrica è stata oggetto di un intervento di restauro e risanamento conservativo sia del prospetto sia degli spazi interni nel 2011, su progetto dell'architetto Beatrice Fei. Durante i lavori è stato rinvenuta una cisterna d'acqua riconducibile all'età romana, che potrebbe identificarsi con il pozzo Toscanelli di cui parla variamente la letteratura consultata, anche e soprattutto per il riferimento fattone da Giovanni Gherardi da Prato a individuare una casa posta nei pressi, dove lo stesso pone il luogo di nascita di Giovanni Boccaccio. In ragione di questa memoria gli attuali proprietari hanno posto al di sotto di uno sporto una lapide con il citato sonetto. Sempre nel corso dei lavori, essenzialmente finalizzati a destinare a trattoria i locali già adibiti a rimessa, è stato restaurato lo studio utilizzato da Ottone Rosai, presumibilmente dal 1922 al momento del suo trasferimento in via di Villamagna. |
|          | 20                 | Casa                            | Si segnala l'edificio (il fronte a quattro piani su due assi indica l'immobile come riconducibile alla tipologia propria di una antica casa a schiera) per la presenza, tra le due porte finestre che segnano il primo piano, di uno scudo eroso recante un'arme con un albero sradicato al naturale, non identificata. |
|          | 22                 | Casa                            | Si tratta di una casa riconducibile alla tipologia propria delle antiche case a schiera, con il fronte a due assi attualmente sviluppato per quattro piani. Presenta un pietrino molto ben conservato raffigurante una colonna sostenente una croce affiancata da due rami di palma, nel campo le lettere S. e F., insegna della vicina chiesa di Santa Felicita, a indicare come un tempo l'immobile facesse parte delle sue proprietà. A precisarne il numero d'ordine è nella parte inferiore del pietrino il numero romano 21, superiormente un altro piccolo pietrino reca inciso il numero arabo 10. |
|          | 24                 | Casa                            | Si tratta di una casa riconducibile alla tipologia propria delle antiche case a schiera, con il fronte a due assi attualmente sviluppato per cinque piani. Presenta un pietrino ben conservato riferibile monastero di San Martino alla Scala (delle monache camaldolensi provenienti dal monastero di San Martino al Mugnone abbandonato nel 1529 durante l'assedio di Firenze), fondato nel 1535-1563 sui resti del soppresso Spedale de' poveri pellegrini di Santa Maria della Scala. |

### Lapidi
L'unica lapide della strada venne collocata dopo il 2011 al 38 rosso a ricordare il presunto Pozzo dei Toscanelli e come qui potrebbe essere stata la casa Natale del Boccaccio:
| CHIAMATO FUI MESSER GIOVAN BOCCACCIO NACQUI IN FIRENZE AL POZZO TOSCANELLI DI FUOR SEPOLTO E CERTALDO GIACCIO. GIOVANNI GHERARDI DA PRATO 1367 - 1445 SONETTO PER GIOVANNI BOCCACCIO POZZO DEI TOSCANELLI |

### Tabernacoli

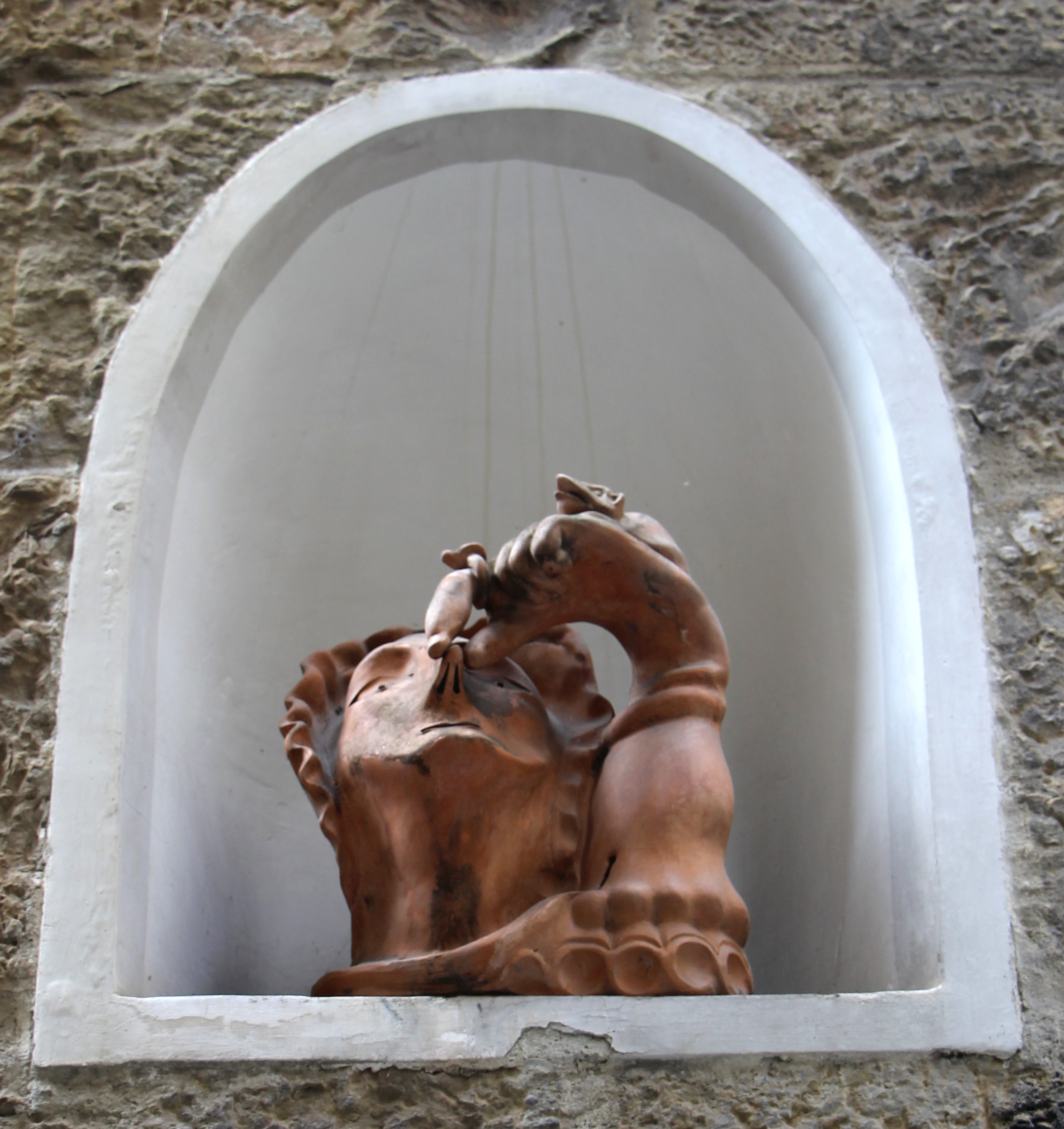
La Madonna del puzzo

All'angolo con borgo San Jacopo, in alto a destra, si trova una nicchia di marmo vuota che nel 1984 l'artista fiorentino Mario Mariotti riempì con una terracotta di un busto femminile che si tura il naso (danneggiato da vandali nel 2002, quindi restaurato da Francesca Lotti e ricollocato nel 2004). Egli teneva bottega al 7 rosso di via Toscanella e voleva protestare così perché nella stretta via era stato messo un cassonetto della spazzatura (che fu poi rimosso). La singolare rappresentazione è nota come "Madonna del puzzo".
Sull'altro lato della strada, sempre in questo tratto, si trova un altro piccolo tabernacolo, composto da una nicchia centinata, profilata in marmo, che contiene una vecchia olografia della Madonna col Bambino protetta da una rete per polli: un semplice esempio di devozione popolare.

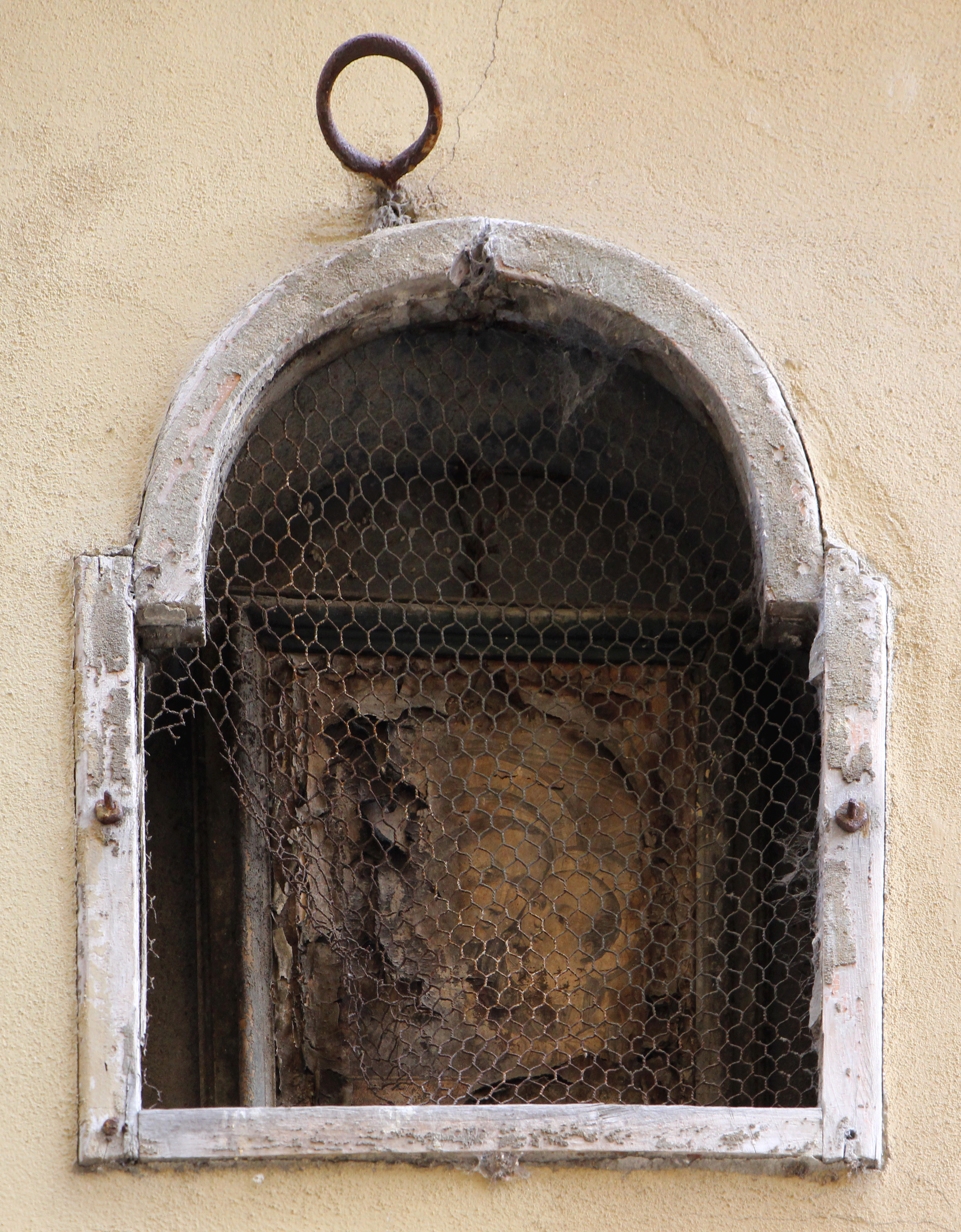
Tabernacolo al n. 1

## Note

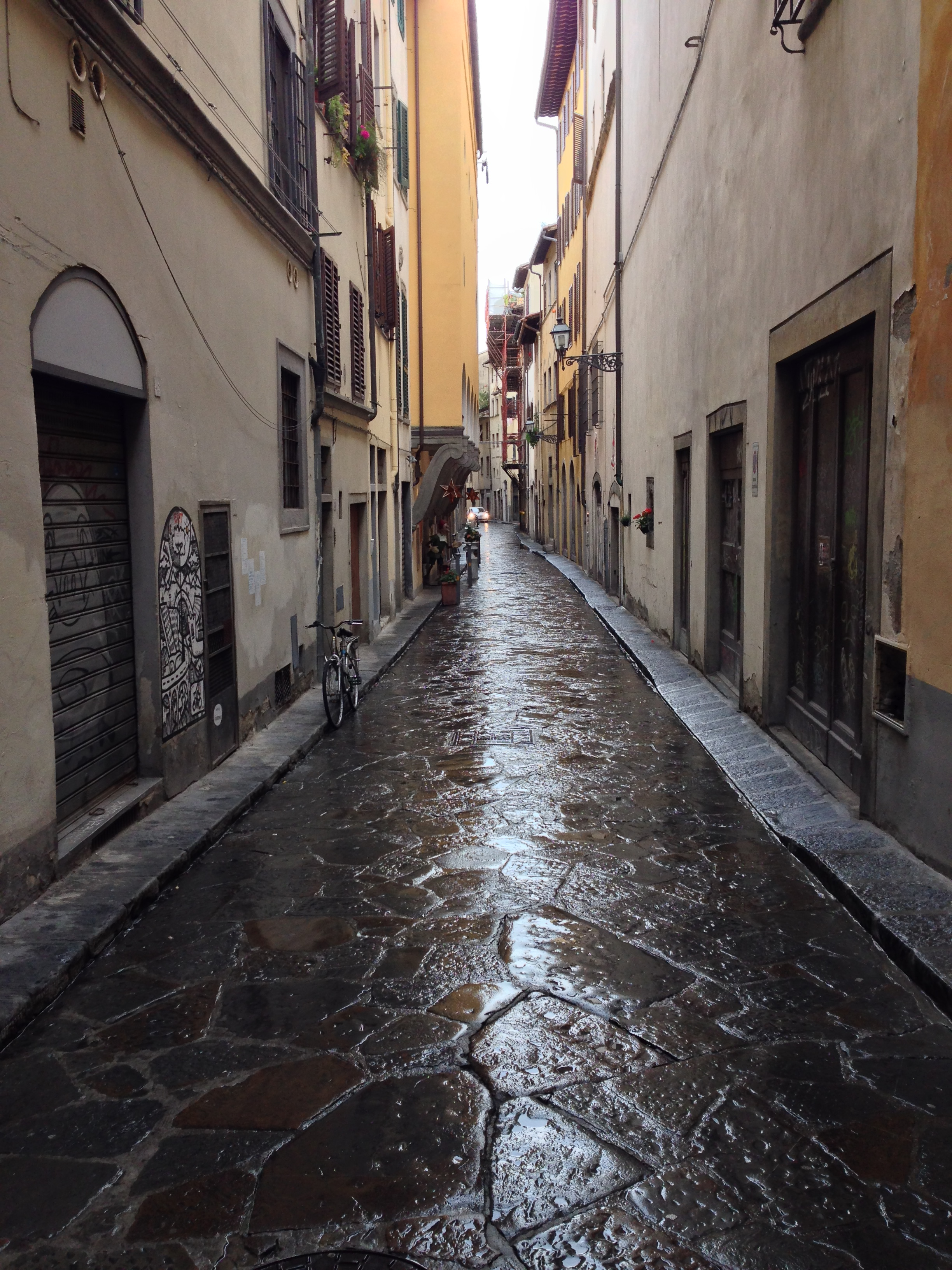
Veduta della strada dallo sdrucciolo de' Pitti